# Notre-Dame (Guebwiller)

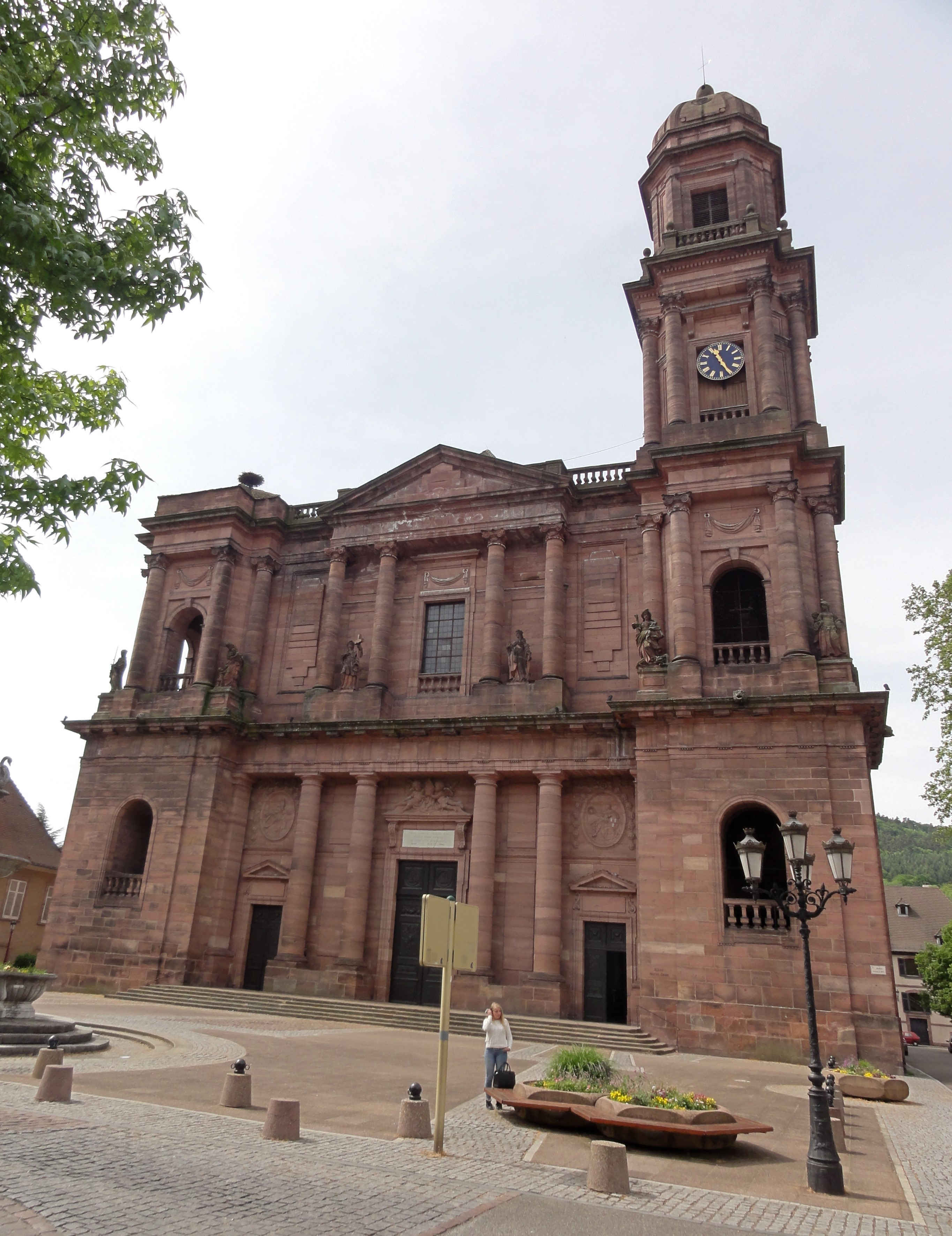
Die reich geschmückte Fassade

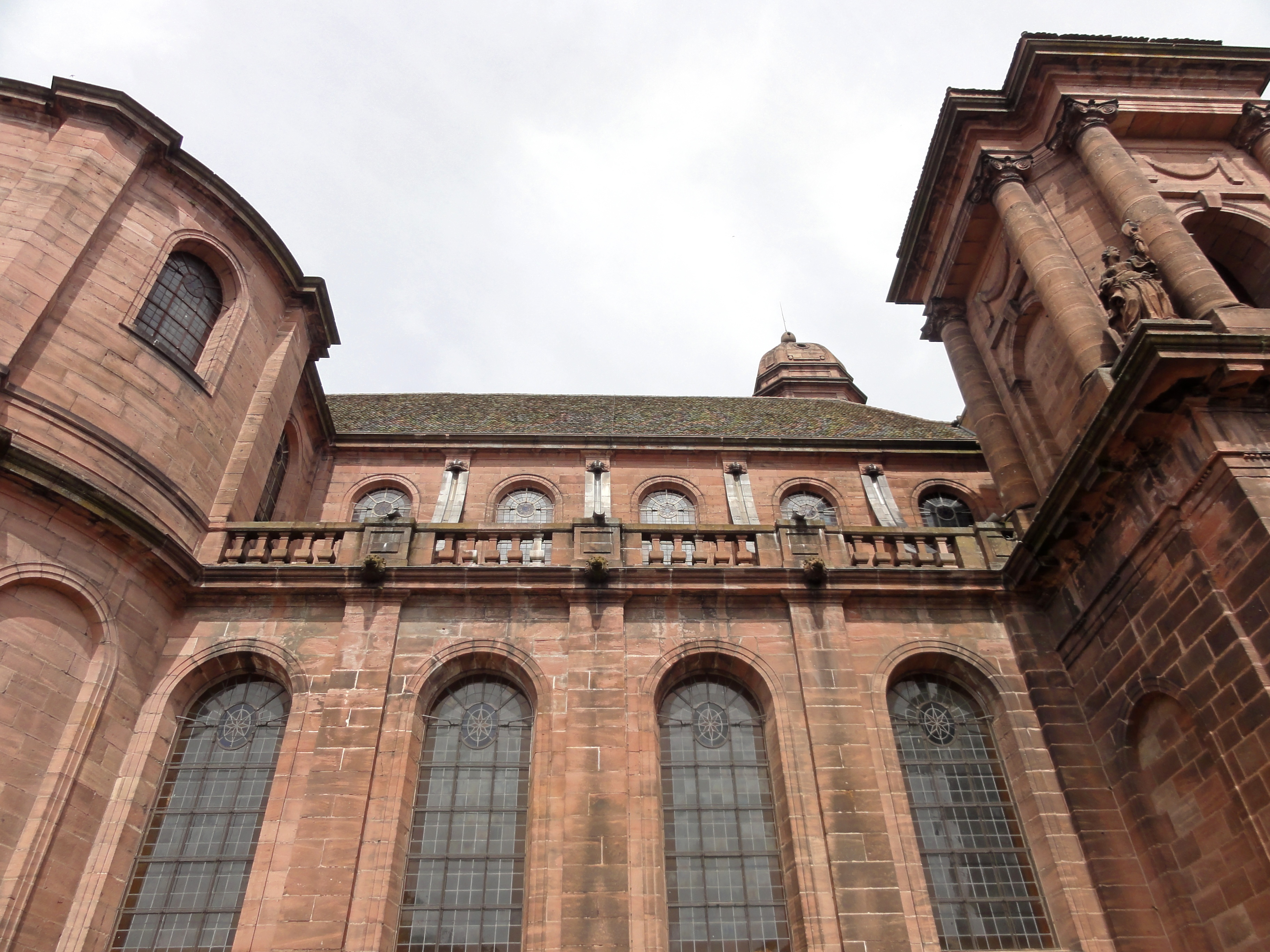
Südliche Seite

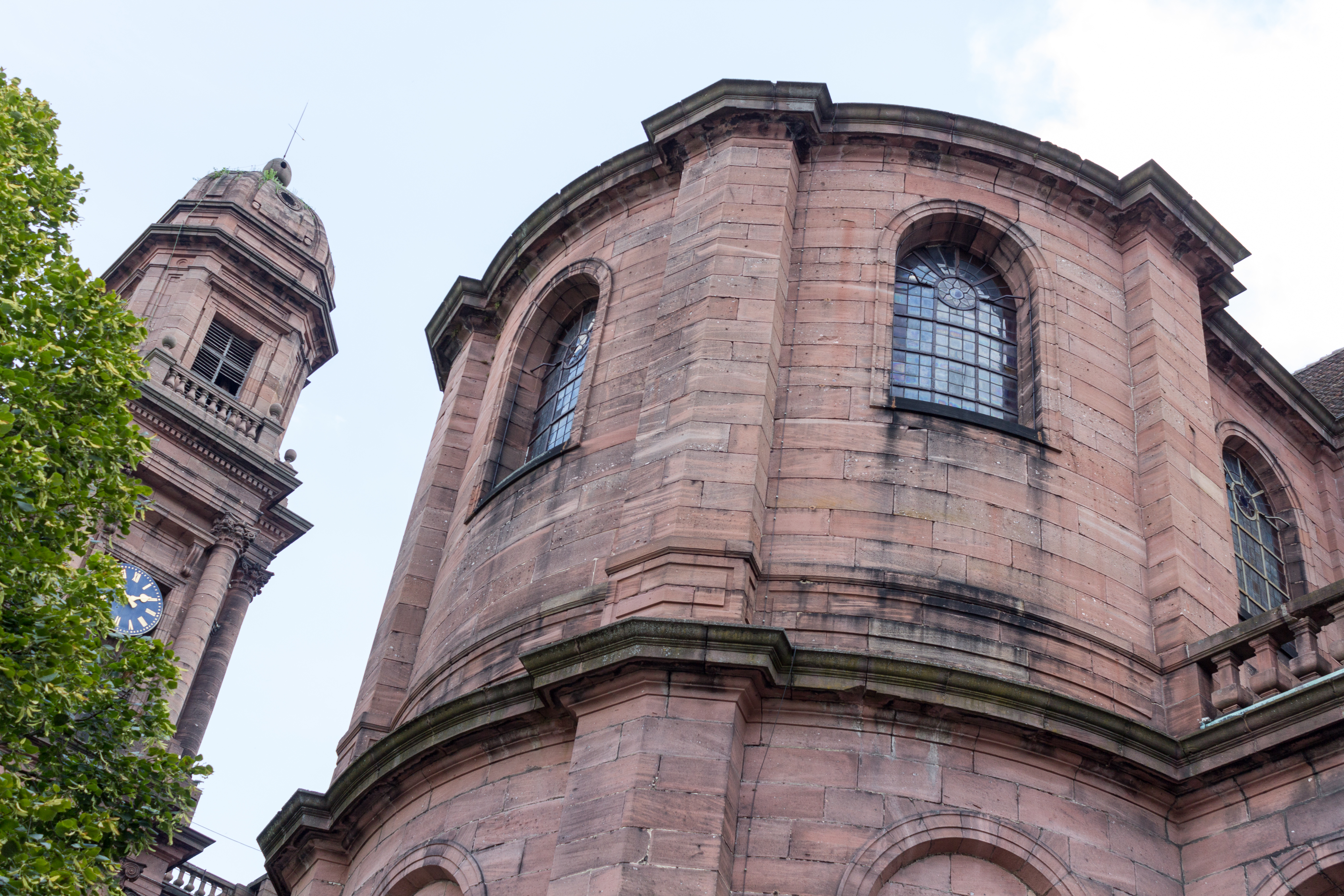
Nördliches Querhaus

Notre-Dame („Unsere Liebe Frau von Guebwiller“) ist eine römisch-katholische Kirche in der elsässischen Gemeinde Guebwiller. Sie steht als Monument historique unter Denkmalschutz.

## Geschichte
Fürstabt Kasimir Friedrich von Rathsamhausen veranlasste 1759 die Verlegung des Stiftsitzes der Fürstabtei Murbach nach Guebwiller und wandelte das Kloster in ein adliges Kollegiatstift um. Noch bevor der Papst die Genehmigung zur Translation erteilte, befassten sich die Kapitulare mit dem Bau des Klosters und einer Kirche. 1758 wurde der Ingenieur Querret damit beauftragt, einen Lageplan zu entwerfen. Dabei entstand auch ein erster Grundriss der Kirche auf der Ostseite des Klosterareals. Angedacht war ein nach Süden ausgerichtetes Langhaus mit kurzem Querschiff und Chor mit dreiseitigem Abschluss.:14 Doch schon im folgenden Jahr wurde der Ingenieur ausbezahlt und der Architekt Louis Beuque aus Besançon mit ersten Entwürfen beauftragt. 1760 legte Beuque erste Grundrisse vor. Doch die waren dem Kapitular zu „wenig modern“ und Beuque musste neue anfertigen.:15
Die 1761 gefertigten Pläne fanden die Zustimmung des Kapitulars und man beauftragte die erste Brechung von Steinen in den nahen Gruben von Bergholtz. Gleichzeitig erhielt die Abtei eine Parzelle von der Gemeinde Guebwiller. Da Beuque anfangs noch in Besançon lebte, setzte er eine Bauleitung ein, war jedoch anscheinend unzufrieden und übernahm diese 1763 selbst. Bis 1764 gingen die Bauarbeiten gut voran und die Mauern erreichten bereits mehr als neun Meter Höhe. Im gleichen Jahr erreichte die Bauherren die Erlaubnis zur Umwandlung der Abtei in ein Stift und der Bau der Stiftsherrenhäuser begann.
1765 scheinen erste Konflikte zwischen den Kanonikern und dem Architekten aufgekommen zu sein. Man beschwerte sich beim Architekten des Bischofs von Basel, doch ohne großen Erfolg, Beuque durfte weiterbauen. Die Bauleitung wurde ihm jedoch 1768 wegen schwerwiegender Mängel in der Ausführung der Kanonikerhäuser doch entzogen und an Gabriel Ignaz Ritter übertragen. Die Liste der Mängel war lang: schlechte Arbeitsbedingungen im Steinbruch, zu kleine Weinkeller und eine ungenügende Bauausführung mit mehrmaligen Nachbesserungen. Auslöser der Beschwerden war wohl Ritter, der damit die Stellung von Beuque übernehmen wollte.:19 Die Stiftsherren entschieden gegen den Rat des Fürstabtes, Beuque Bauleiter abzusetzen und Ritter die Bauführung der übergeben. Beuque protestierte, wurde jedoch abgewiesen.
1768 musste der Weiterbau der Kirche ruhen, da kein Geld mehr in den Kassen der Abtei war. Gleichzeitig wurde der Kirchenbau von zwei Baumeistern aus Straßburg inspiziert, die auch hier Mängel erkannten. So sollen die Steine im Inneren falsch zugehauen worden sein. Man empfahl, Beuque auch als Architekt zu entlassen. Das Kapitel entließ daraufhin Beuque als Architekt und verklagte ihn vor dem königlichen Gericht in Colmar. Experten stellten fest, dass insbesondere die Ausführung der Kanonikerhäuser weit weniger dramatisch war, als vom Kapitel geschildert. Nur im Innenausbau müsse nachgebessert werden. Das Gericht verurteile Beuque daraufhin zur Reparatur auf eigenen Kosten. Außerdem musste Beuque die Pläne herausgeben, was dieser verweigert hatte, weil er dafür eine Entlohnung wollte. Beuque wollte nicht kampflos aufgeben und wandte sich an die Akademie in Paris. Doch er verlor. Die Akademie bemängelte die Bauausführung ebenfalls, machte Vorgaben zum Weiterbau und monierte die viel zu niedrig kalkulierten Kosten des Baus. Beuque hatte 24.000 Livres veranschlagt, inzwischen waren mehr als 32.800 Livres nötig geworden. Ritter übernahm auch das Amt des Architekten und nahm insbesondere an den noch fertigzustellenden Obergeschossen mehrere Änderungen im Stil der Vorarlberger Schule vor, welche die Fassade maßgeblich veränderten.
1770 konnte der Bau der Kirche endlich fortgesetzt werden. 1773 wurde der Dachstuhl errichtet und eingedeckt. 1775 wurde das 1766 angefangene Kanonikerhaus fertig, ein drittes wurde errichtet. 1777 ruhten die Arbeiten erneut. Im folgenden Jahr wurde vor allem an der Schaufassade des Langhauses gearbeitet und die Türme weitergebaut. Im Jahr 1779 begann man mit dem Innenausbau und errichtete die Gewölbe. Es folgten erster Schmuck und die Fenster wurden im unteren Bereich eingesetzt. Bis 1785 wurde die Kirche endgültig fertiggestellt. Die Türme blieben unvollendet auf dem Niveau des Hauptportals, da keine gesicherte Finanzierung mehr zustande kam.
Am 27. Juli 1789 stürmten im Zuge der Französischen Revolution Arbeiter und Bauern das Kloster und zerstörten die Einrichtung der Kanonikerhäuser. Die Bewohner waren zuvor geflüchtet. Die Kirche wurde weitgehend verschont. Zwei Putten mit den fürstäbtlichen Insignien über dem Hauptportal wurden abgeschlagen, die Statuen der beiden Patrone zerstört und einige Kreuze abgehängt. Mit der Aufhebung des Stiftes ging die Kirche in den Besitz der Stadt Guebwiller über. 1792 wandelte die Stadt Guebwiller die Kirche St-Léger (St. Leodegar) zur Hilfskirche um und machte Notre-Dame zur Pfarrkirche. Im folgenden Jahr wurde die Kirche im Zuge der Französischen Revolution geplündert und zu einem Tempel der Vernunft umgewandelt. Nach einem Erlass der Verwaltung des Oberelsasses wurde die Kirche 1798 geschlossen. Zeitweise diente sie in der Folge als Militärhospital.
Erst 1803 beschäftigte sich der Stadtrat wieder mit Notre-Dame. Man plante den Bau eines Pfarrhauses und wollte die Kirche wieder für Gottesdienste herrichten. Die Reparaturarbeiten übernahm Ritter selbst. Außerdem wurden aus St-Léger die Kanzel, zwei Seitenaltäre und Kirchengestühl in die Liebfrauenkirche gebracht. Das restliche Mobiliar von St. Leodegar verkaufte man, um die Reparaturarbeiten von Notre-Dame zu bezahlen und das Geläut beider Kirchen instand zu setzen. Doch die Reparaturarbeiten reichten nicht aus. Wasser drang durch die Fugen der vorspringenden Gebäudeteile. Erst 1838 konnten alle Arbeiten abgeschlossen werden.
Immer wieder war im Schriftverkehr zur Kirche zwischen Stadt und Département auf die hohe künstlerische Qualität der Kirche hingewiesen worden. So wurde wohl auch wieder gegenwärtig, dass die Kirche unvollendet war. 1842 bildete sich eine Kommission, die sich für den Fertigbau der Türme einsetzen sollte. Den Vorsitz übernahm der Bischof von Straßburg Andreas Räß. Man schrieb einen Architektenwettbewerb aus, an dem die Architekten Frédéric aus Straßburg, Caillot aus Colmar, Ritter und ein Unbekannter (vermutlich Charles Ligibles) teilnahmen.:42  teilnahmen. Den Zuschlag erhielt Caillot, doch der Conseil général des Bâtiments civils in Paris erlaubte vorerst nur die Fertigstellung eines Turmes. Der zweite sollte erst gebaut werden, wenn die Gemeinde das erforderliche Geld zusammen haben würde. Die Bauarbeiten wurden ausgeschrieben und an den jungen Guebwillerer Ingenieur Jacques Grün vergeben. Eigens für den Bau des Turmes ersann Grün ein Flaschenzugsystem, mit dem man die Steine vom Boden über eine schiefe Ebene zur Mitte des Turmunterbaus ziehen konnte und dann mit einem Kran senkrecht aufwärts zog. 1845 wurde der Nordturm vollendet. Der südliche Turm wurde hingegen nicht mehr gebaut, da die Stadt die Bausumme nicht auftreiben konnte.

## Architektur

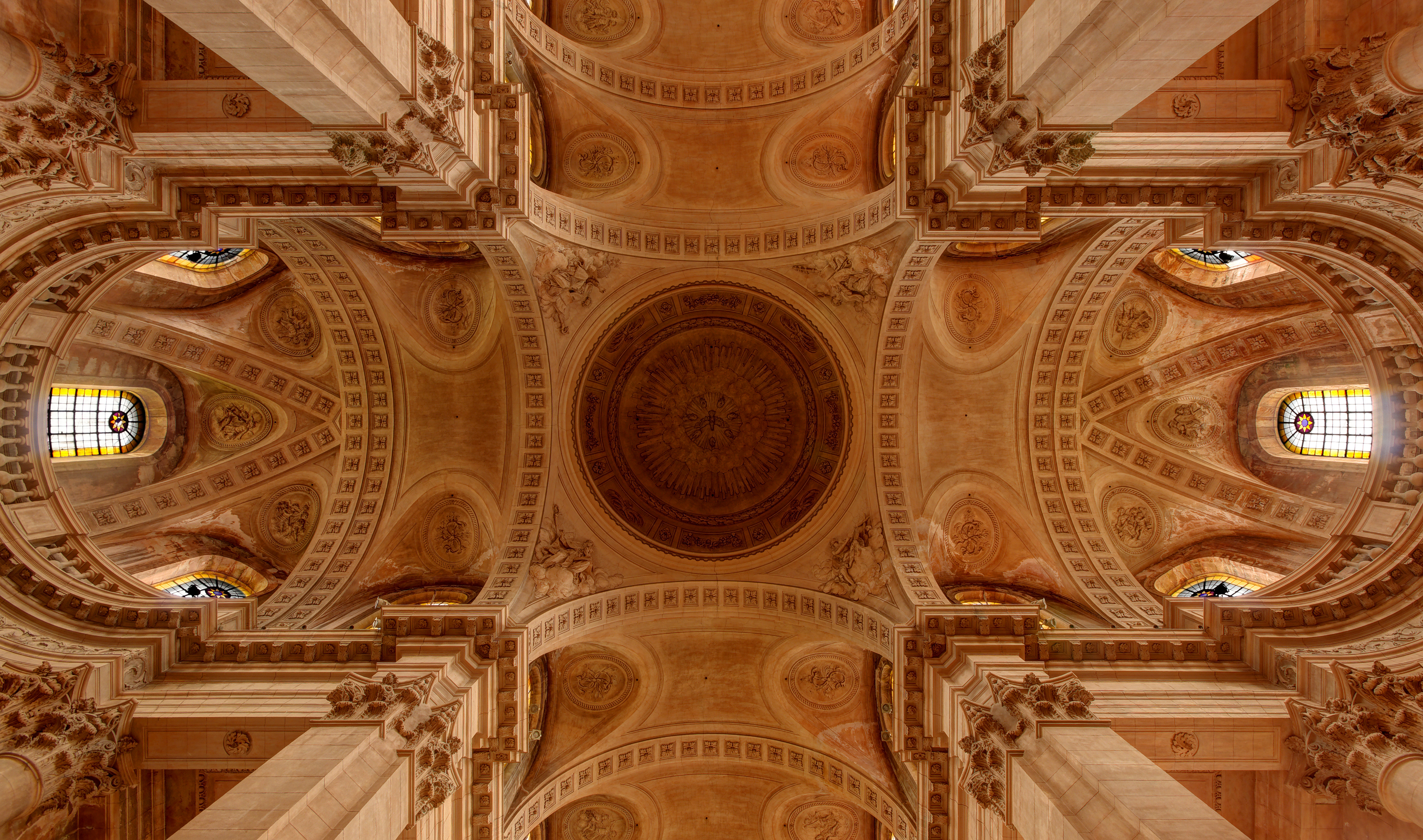
Vierungskuppel und Querhausdecken

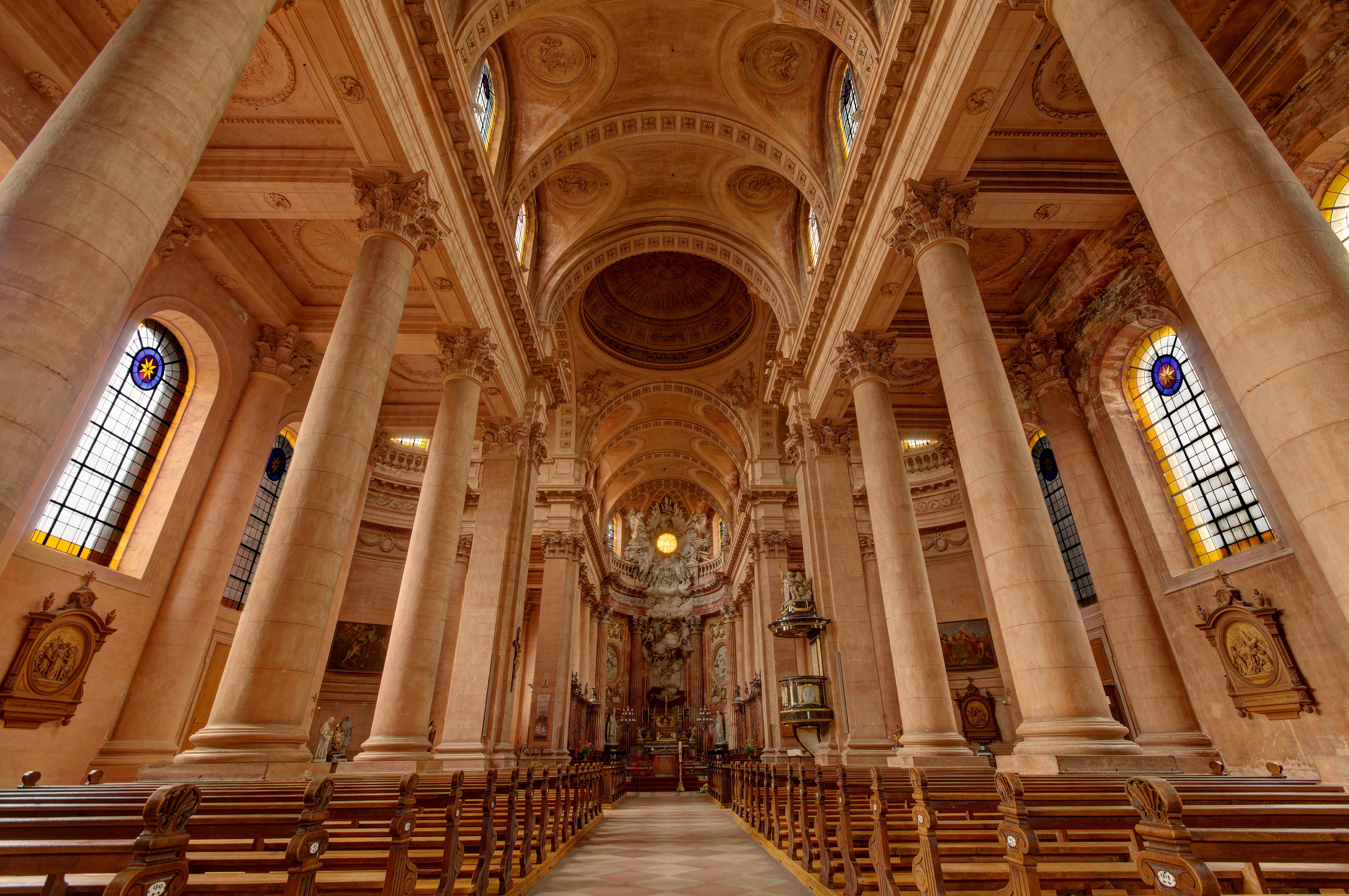
Blick durch das Mittelschiff zum Chor

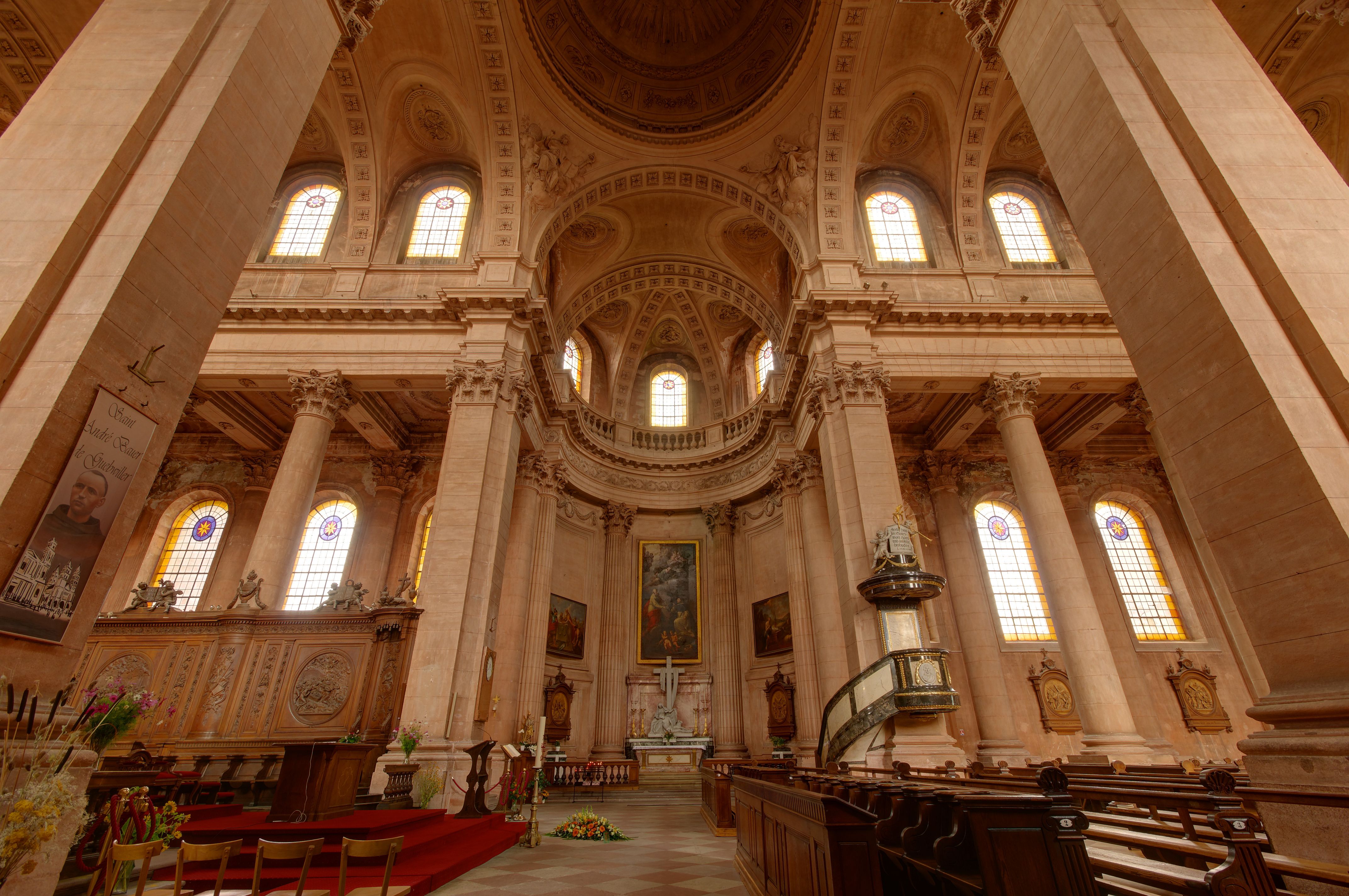
Blick in einen Querhausarm

Notre-Dame wurde als Basilika über dem Grundriss eines lateinischen Kreuzes errichtet. Die Kirche wurde mit Quadern aus rotem Vogesensandstein erbaut. Wände, Säulen, Pfeiler, Gebälk und Backsteingewölbe sind mit einer Kalksteinmilch in ähnlichem Sandsteinrot gestrichen, sodass die Kirche in einem homogenen Farbton erstrahlt. Insgesamt 42 Fenster erhellen das Innere. Ein halbkreisförmig schließendes Querhaus trennt das dreischiffige Langhaus und den ebenfalls dreischiffigen Chor. Der Grundriss der Vierung ist quadratisch, eine hohe und fensterlose Pendentifkuppel überwölbt hier die Vierung zentral. Die Apsis des Chores schließt halbkreisförmig. Ein Quertrakt umschließt die Apsis und ragt seitlich in Verlängerung des Abschlusses der Seitenchöre über das Langhaus hinaus. Die gesamte Außenlänge, inklusive der Stufen, beträgt 71 Meter; die maximale Breite, 41 Meter. Der Innenraum ist 60 Meter lang und im Querschiff 37 Meter breit (Breite im Langhaus: 24 Meter). Die Vierungskuppel hat einen Innendurchmesser von 11 Metern. Das Gewölbe erreicht eine Höhe von 28 Metern.
Das Langhaus besitzt fünf Joche, der Chor drei. Je vier Rundsäulen korinthischer Ordnung auf Plinthen und hohen Sockeln trennen Mittelschiff und Seitenschiffe zu beiden Seiten, im Chor sind es je zwei. Vier quadratische Vierungspfeiler mit Pilastern tragen die Vierung und sind deutlich wuchtiger als die Säulen. Gegenüber den Säulen sind an den Wänden des Seitenschiffes Zweidrittelsäulen angebracht. Die Seitenschiffe des Chors enden in einer Viertelsäule, am gegenüberliegenden Ende sind die Türme leicht in den Grundbau des Langhauses gerückt und somit nur Platz für Pilaster. Der Apsis des Chores und den halbrunden Abschlüssen des Querhauses sind ebenfalls vier Zweitdrittelsäulen, hier mit Kannelierung, vorgelagert. Die Säulen und Pfeiler tragen einen dreifach profilierten Architrav, der sich mit den Vierungspfeilern verkröpft. Es schließen sich nach oben ein breites Fries an und ein weit auskragendes Kranzgesims mit Zahnfries auf Konsolen an. Darüber verbindet eine schmucklose Attika Fenster und Gebälk. Im Bereich der Querhausabschlüsse und der Chorapsis ist der Architrav kürzer und mit kreisenden Akanthusranken geschmückt. Der Attika ist hier eine Balustrade vorgesetzt. Der untere Bereich der Chorapsis samt Säulen und Gebälk ist rot marmoriert. Die Seitenschiffe erreichen nur etwa die halbe Höhe des Mittelschiffs. Sie sind flach gedeckt. Durch den Architrav entstehen hier tiefe quadratische Kassetten mit runden Sonnen- und Laubkranzreliefs.
Gurtbögen gliedern das Tonnengewölbe des Mittelschiffs in Joche. Die Stichkappen der Obergadenfenster reichen weit in die Joche hinein und sind tief ausgelegt. Geschmückt werden sie von ovalen Relieffeldern, die abwechselnd die Initialen der Schutzpatrone und zwei Puten, die deren Insignien halten, zeigen. Die Halbkalotten von Chorapsis und halbrunden Abschlüssen der Querhausarme sind durch die Stichkappen der Fenster bis auf die Gurte fast ausgehöhlt.
Die Fenster im unteren Bereiche sind höher als die im Bereich der Obergaden, aber alle mit Rundbögen abgeschlossen und nach außen in die Laibung geschoben. Je sieben Fensterachsen sind an den Längsseiten der Seitenschiffe eingelassen. Die halbrunden Apsiden bleiben im Erdgeschoss von Chor und Querhaus fensterlos.
Die Apsis des Chors ist reich geschmückt. Bis zu den oberen Fenstern ist er marmoriert. Vier halbrunde korinthische Säulen tragen das Gebälk, das mit Rankwerk geschmückt ist. Die Attika wird von einer mächtigen Balustrade verdeckt. Der untere Teil zwischen den Säulen ist einfach gestaltet, in den beiden äußeren Wandabschnitten stehen hier Figuren auf Sockeln. Darüber sind je ein ovales Medaillon mit biblischen Szenen, darüber und darunter goldene Festons und Rankwerk. Im zentralen Wandabschnitt steht über einem mehrstufigen Sockel ein geöffneter Sarg mit Leichentuch. Dichtes Gewölk steigt aus dem Sarg empor bis zu einem enormen Strahlenkranz, in dessen Zentrum ein rundes Fenster mit Auge der Vorsehung leuchtet. In den Wolken steht Maria, getragen von Engeln und Putten. Die Szenen zeigt Mariä Aufnahme in den Himmel.

### Fassade
Eine siebenstufige Freitreppe nimmt die ganze Breite der Fassade ein und führt zu den drei Portalen, die den drei Kirchenschiffen entsprechen. Über diese betritt man direkt das Kircheninnere. Die Fassade selbst ist leicht zurückgesetzt, so dass die Türme aus der Fassade hervorragen. Ihr Grundriss ist annähernd quadratisch. Die eigentliche Fassade zwischen den Türmen ist geschlossen, fünfachsig und zweigeschossig. Vor der Fassadenwand stehen übereinander zwei Ordnungen von je vier dorischen Säulen. Die unteren tragen gemeinsam mit zwei Pilastern an den Kirchturmseitenwänden einen mächtigen Architrav mit Triglyphen und weit auskragendem Kranzgesims darüber. Je zwei Säulen sitzen auf einem gemeinsamen Sockel zwischen den Portalen. Das Gebälk setzt sich um die Turmfassaden herum fort. Das höhere Hauptportal besitzt ein querrechteckiges Giebelfeld mit Inschrift auf einer weißen Marmortafel: Opus namque grande est, neque enim homini praeparatur habitatio, sed Deo (dt.: Das Werk aber ist groß, denn es ist nicht eines Menschen Wohnung, sondern Gottes des Herrn, (1 Chr 29,1 )). Darüber steht ein Aufsatz auf Konsolen, über dem zwei Putten die fürstäbtlichen Insignien halten. Der Portalsturz setzt sich als profiliertes Gesims über das ganze Portal fort. Die Seitenportale sind niedriger und von Dreiecksgiebeln bekrönt, die vom Rahmen durch Voluten abgehoben sind. Zwischen diesen sitzt ein querrechteckiges Feld. Über dem sich über die gesamte Breite fortsetzenden Gesims sind im Bereich über den Seitenportalen je ein ovales Medaillon mit Artischockengirlande angebracht. Weitauskragende Gesimse schließen die jeweiligen Etagen von Haupt- und Turmfassaden ab.
Im zweiten Geschoss tragen vier ionische Säulen über denen des Erdgeschosses ein Gebälk mit Dreiecksgiebel als Frontspiz. Das Gebälk tritt dann als Band zurück und erst im Bereich der hier oktogonalen Türme wieder hervor und wird von je vier dreiviertelrunden Ecksäulen ionischer Ordnung getragen. Über dem Hauptportal liegt im zweiten Geschoss ein hochrechteckiges Fenster mit einer Blendbalustrade darunter. In den Türmen sind zwei Rundbogenfenster. Über allen drei Fenster liegt ein Giebelfeld mit einer Tuchgirlande. Figuren stehen zwischen den Säulen. Über den Seitenportalen sind im ersten Stock Relieffelder angebracht. Die Wände zwischen den Säulen sind im Erdgeschoss hervorgehoben, sonst eingetieft. Über dem Gebälk des zweiten Geschosses verbinden Balustraden die Sockel der dritten Turmgeschosse. Ursprünglich sollte hinter dem Dreiecksgiebel zwischen der Balustrade eine Uhr mit auffälligem Gehäuse sitzen. Ein geschwungener Aufbau sollte in zwei flachen Voluten auslaufen, auf den Flammenvasen stehen sollten. Im Zentrum des nach oben schmal zulaufenden Feldes sollt oben die Uhr sitzen, zwei Putten sollten links und rechts sitzen. Als Abschluss sollte über der Uhr eine Kugel mit Kreuz ruhen, um das sich eine Schlange windet. Der südliche Turm (links) bricht hier ab.
Der Nordturm wiederholt den Aufbau des zweiten Geschosses. Im hochrechteckigen Fenster ist eine Turmuhr untergebracht. Das Gebälk wird hier allerdings von einem Zahnfries abgeschlossen. Das vierte Geschoss verjüngt sich leicht und ist im Bereich seines Sockels mit einer Balustrade verblendet. Lisenen betonen die Ecken. In den hochrechteckigen Fenstern sitzen hier Schallarkaden. Abgeschlossen wird der Turm von einer kleinen Kuppel mit Reliefen, die auf einer Attika sitzt.

## Ritters Veränderungen zu den ursprünglichen Plänen von Beuque

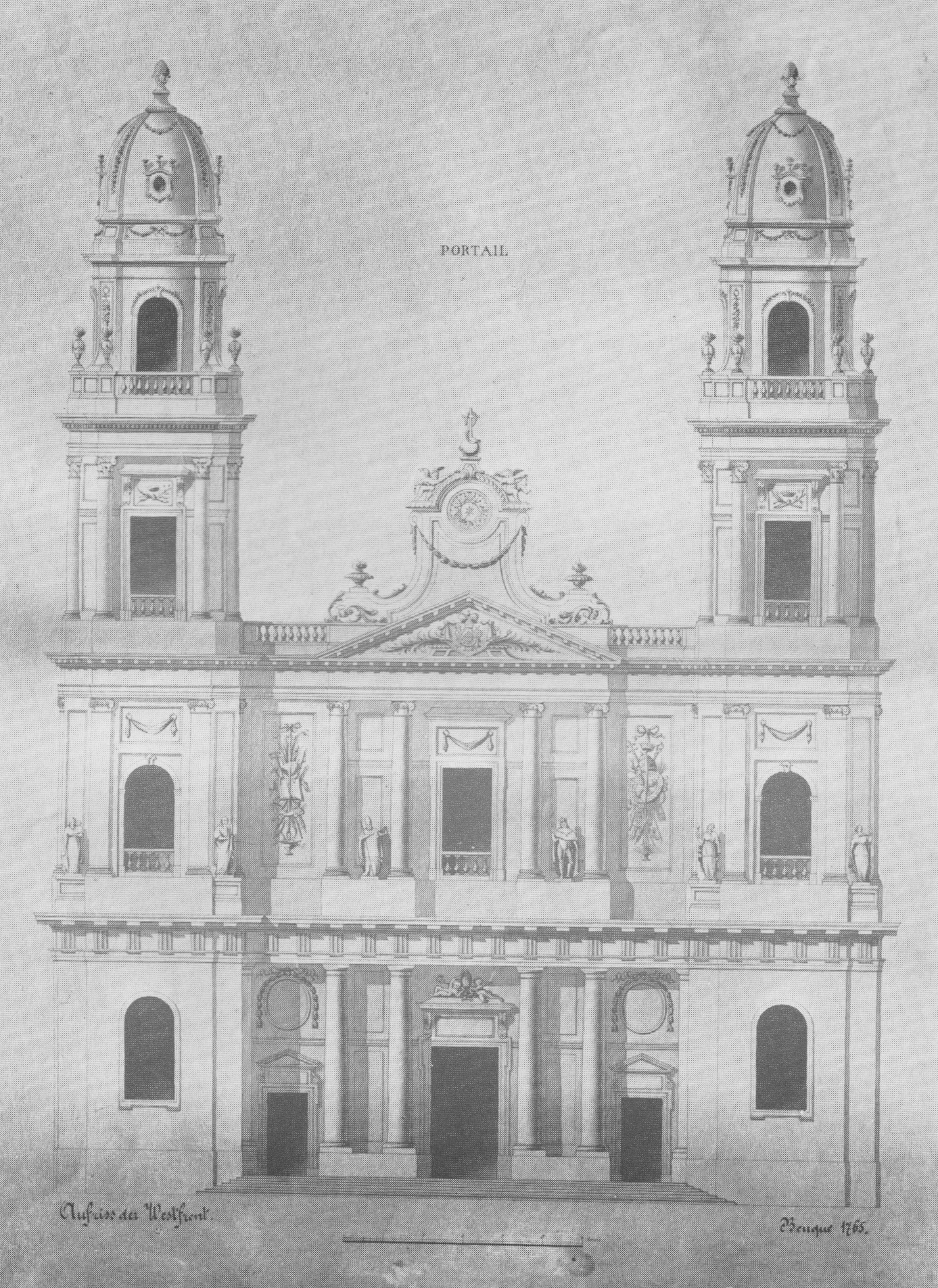
Zeichnung der Fassade von Beuque aus dem Jahr 1765

Beuques Pläne wurden von Ritter im Inneren nur leicht verändert. Auf Anraten der Pariser Akademie reduzierte Ritter die Höhe des Gebälks und ließ die Kranzgesimse weniger stark hervortreten. Die Gewölbefenster wurden etwas kleiner ausgeführt, als von Beuque geplant. Auch den Bereich der Attika veränderte Ritter leicht. Beuque hatte oberhalb des Architravs eine Attika als Übergang vorgesehen, Beuque hatte die Attika in einzelne fein gegliederte Sockel für Gurte und Fenster unterteilt, die durch unterschiedliche Höhen definiert waren. Ritter machte die Fenster kürzer, so dass sie nicht unterhalb des Gewölbeansatzes, sondern knapp darüber begannen. So fehlte den Fenstern die Verbindung zur Attika und leere Felder entstehen. In Beuques Entwurf war die Attika weit weniger eigenständig ausgeprägt und somit leichter. Sie sollte einen weicheren Übergang zwischen Gewölbe und Gebälk bilden. Ansonsten übernahm Ritter weitgehend Beuques Pläne des Grundbaus.
In Beuques Entwürfen fehlt eine Empore, es ist davon auszugehen, dass Ritter diese später einplante. Er setzt die Empore auf der Eingangsseite ins Mittelschiff und ließ sie im Seitenschiff leicht zurücktreten. Den Wandabschnitten zwischen dem Haupt- und den Seitenportalen sind je zwei Zweidrittelsäulen vorgelagert, vor denen noch einmal Pilaster sitzen. Dazwischen sitzt der Aufgang zur Empore. Zwei kleinere Säulen im Mittelschiff tragen die Empore.
Ritter veränderte den Bau im inneren vor allem in Dekoration und Ausstattung. Beuque sah in den ersten Entwürfen vor allem rokokohafte Verzierungen und Girlanden vor, die Fenster und Kuppel umspielen sollten. Später veränderte er selbst: Die Girlanden an den Fenstern fehlten, die oberen Fenster sollten seilähnliche Streifen erhalten. Ein Band aus kreisförmigen Elementen sollte die Gurtbögen schmücken. Ritter veränderte diese Pläne weiter. Die Gurtbögen erhielten kleine Kassetten mit Blattschmuck. Die Kannelierung der Säulen in den Querhausapsiden geht auf Ritter zurück.
Beuques erste Entwürfe sahen noch kein Chorgestühl vor. In seinen überarbeiteten Plänen setzte er dann zwischen die Stützen der ersten beiden Joche des Chores ein niedriges Gestühl. Das Mittelschiff des Chors sollte außerdem durch Gitter von den Seitenschiffen getrennt werden. Ritter schuf gemeinsam mit Fidel Sporer ein deutlich prächtigeres Gestühl. Es ist wesentlich höher als das von Beuque eingeplante und nimmt die drei Chorjoche ganz ein. Beuques Gestühl sollte sich ganz der Architektur unterordnen und nur zwischen den Säulen stehen, in der von Ritter ausgeführte Variante verdecken nun die Rückwände die unteren Teile der Säulen.
Einschneidende Veränderungen führte Ritter an der Fassade durch. Die ursprünglichen Pilaster in der Fassade der Seitentürme tauschte er gegen ionische Säulen, wie sie auch in der Hauptfassade auftauchen. Beuques Pläne waren hier wesentlich schlichter.

## Ausstattung

### Hochaltar
Der Hochaltar ist einfach gehalten. Stipes und Mensa sind aus Marmor. Darauf stehen links und rechts dreiarmige Leuchter. Im Zentrum steht ein Retabel, darauf ein Kruzifix mit zwei betenden Engeln. Darüber erhebt sich ein monumentales Himmelfahrtrelief, das bis zum Gewölbe reicht und in einer „Gotteswolke“ gipfelt, deren Zentrum ein Oculus ist.

### Kanzel
Die Kanzel, der Aufgang und der Schalldeckel sind aus schwarzem und weißem Marmor mit Goldapplikationen. Sie steht an einem der Vierungspfeiler. Im Zentrum der Kanzel steht ein Medaillon mit der Darstellung Christi.

### Seitenaltäre
In den beiden Chorseitenschiffen steht an der Stirnwand je ein schwarzweißes Retabel mit Säulen und Vasenschmuck auf einem Sarkophagaltar. Im Zentrum stehen jeweils Gemälde, eines des heiligen Sebastian und eines des heiligen Valentin. Darüber ist jeweils ein Medaillon mit Darstellung der Gottesmutter. Die Themen der einfacher gehaltenen Altäre in den Querhausarmen zeigen eine Beweinung Christi und ein Heiligstes Herz Jesu als skulpturalen Aufsatz der Mensa.

### Orgel
Das mächtige Orgelprospekt erreicht beinahe die Höhe der Gewölbe. Es stammt aus der Zeit um 1785 und wurde von Ritter und Sporer errichtet. Die erste Orgel stammte von Joseph Rabiny. Das heutige Instrument wurde von Charles Mutin erbaut und 1908 eingeweiht. Mehrfach wurde die Orgel im 20. Jahrhundert umgebaut, erweitert und gewartet, zuletzt 2016 von der Manufacture d’Orgues Muhleisen aus Strasbourg.

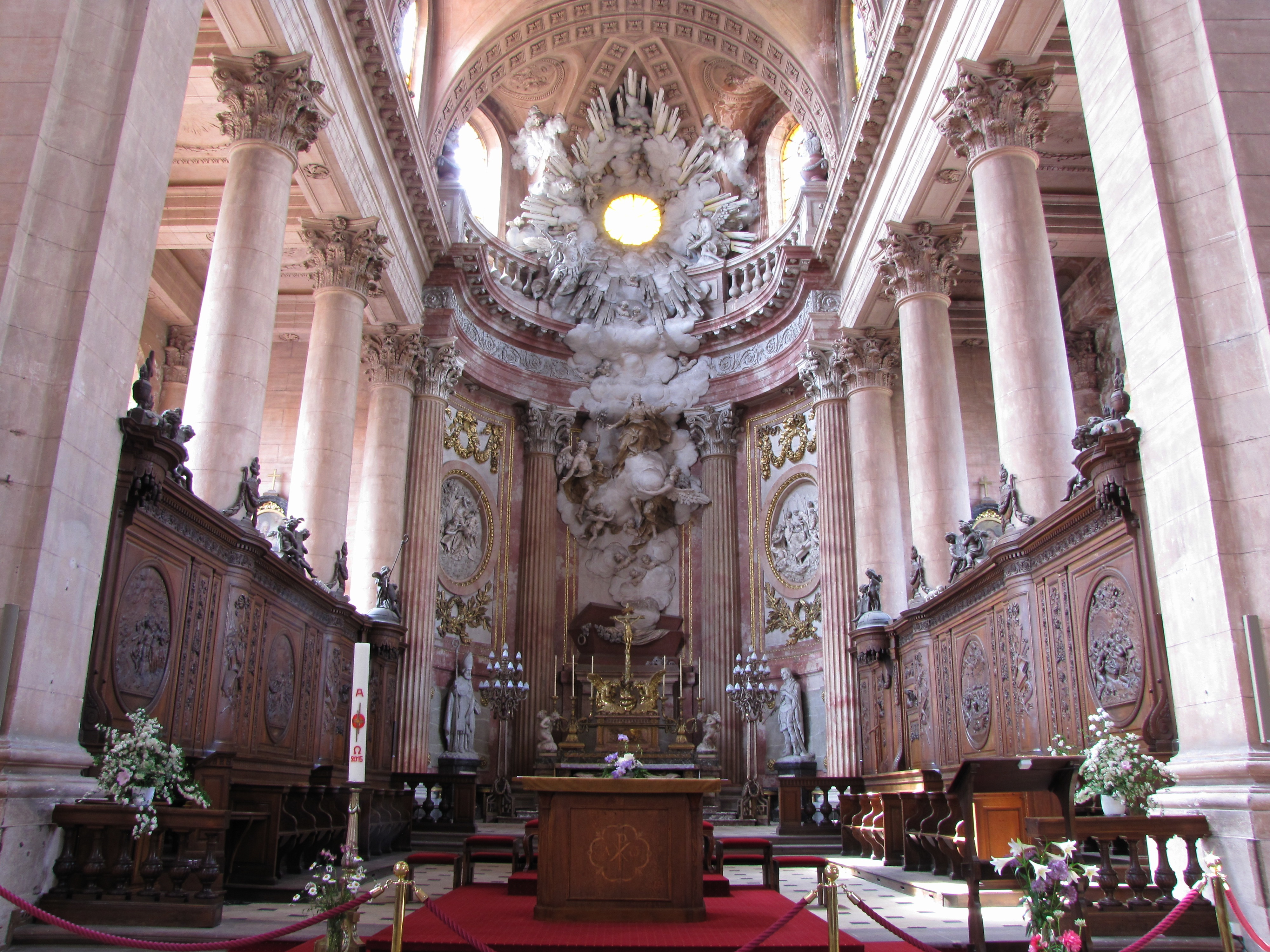
Chor mit Chorgestühl, Altar und Himmelfahrtrelief
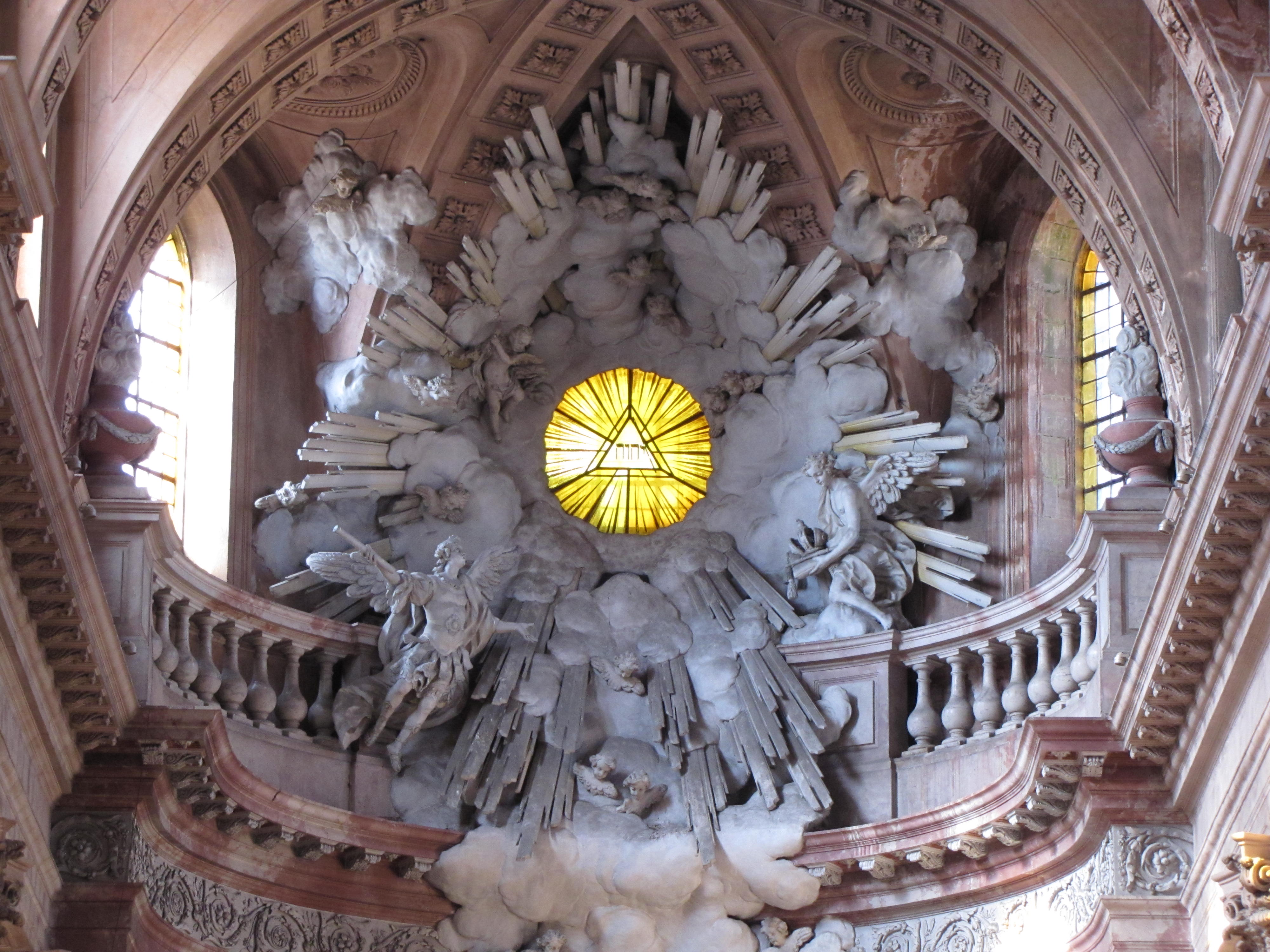
„Gotteswolke“ im oberen Bereich des Himmelfahrtreliefs
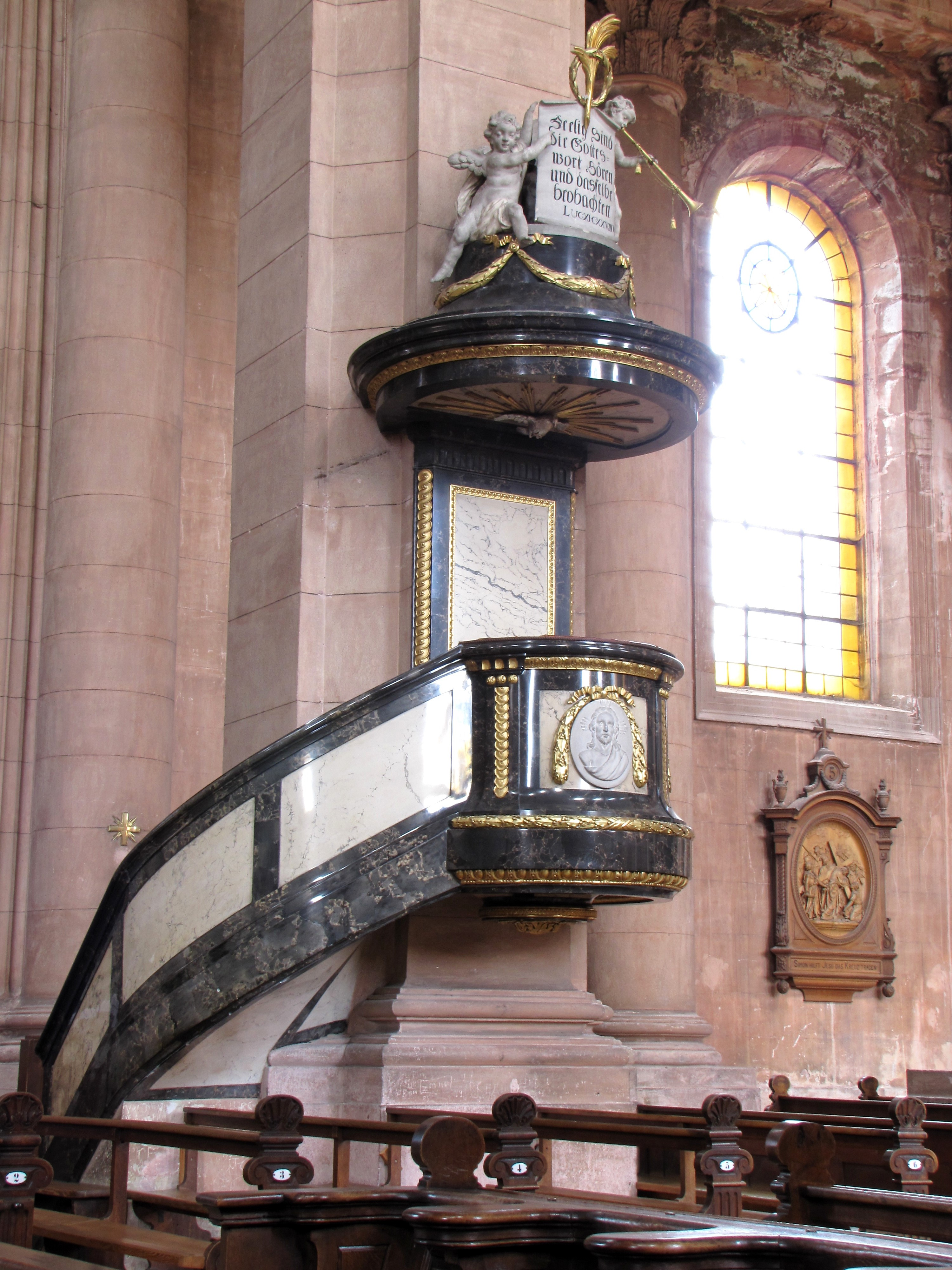
Kanzel
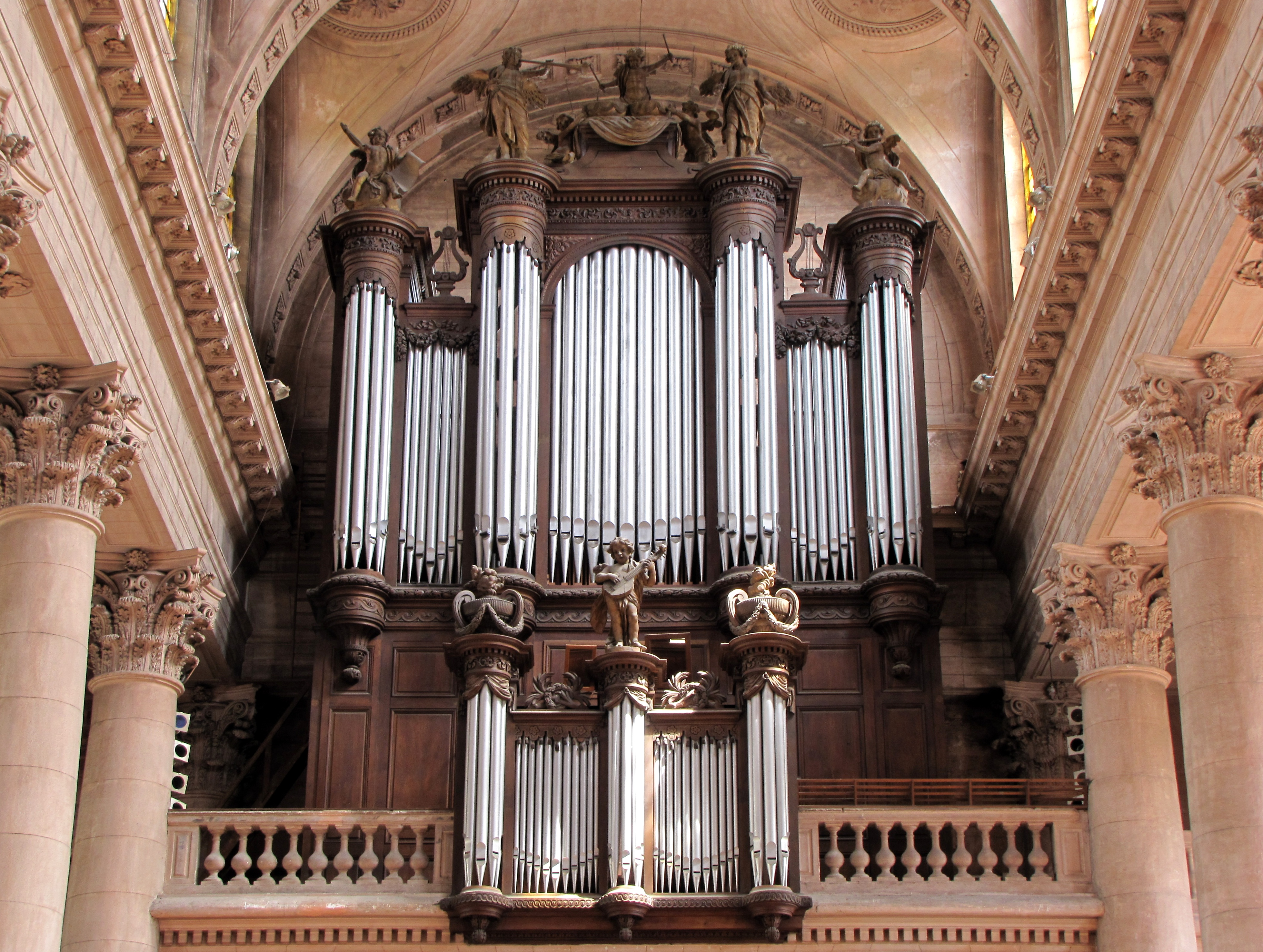
Orgel

## Glocken
Im Turm hängt ein Glockengeläut mit fünf Glocken; die Glocken 2 und 3 wurden 1718 von den reisenden Glockengießern Rosier und Seurot gegossen, die anderen drei 1926 von der Glockengießerei Paccard.
| Glocke | Name         | Durchmesser | Gewicht | Schlagton |
| ------ | ------------ | ----------- | ------- | --------- |
| 1      | Notre-Dame   | 1696 mm     | 3070 kg | B         |
| 2      | Saint-Leger  | 1325 mm     | 1365 kg | es        |
| 3      | Saint-Fabien | 1170 mm     | 0930 kg | f         |
| 4      | Saint-Joseph | 1050 mm     | 0750 kg | g         |
| 5      | Saint-Louis  | 0882 mm     | 0439 kg | b         |